# Крейґ Вілсон (ватерполіст)
Крейґ Вілсон (англ. Craig Wilson, 5 лютого 1957) — американський ватерполіст.
Срібний призер Олімпійських Ігор 1984, 1988 років, учасник 1992 року.